# Park stanowy Lewis and Clark Caverns
Park stanowy Lewis and Clark Caverns (ang. Lewis and Clark Caverns State Park, dosłownie Park stanowy jaskiń Lewisa i Clarka) to park stanowy położony w amerykańskim stanie Montana. Powstał w 1941 roku jako pierwszy park stanowy w Montanie, po tym gdy rząd federalny przekazał w 1937 roku stanowi pomnik narodowy Lewis and Clark Cavern National Monument. Park zajmuje powierzchnię 11,82 km² (2920 akrów). Jego główną atrakcją są jaskinie odkryte w ostatniej dekadzie XIX wieku nazwane na cześć amerykańskich odkrywców i podróżników, Meriwethera Lewisa i Williama Clarka.